# Charles Eliot (Landschaftsarchitekt)
Charles Eliot (* 1. November 1859 in Cambridge, Massachusetts, Vereinigte Staaten; † 25. März 1897 in Brookline) war ein führender US-amerikanischer Landschaftsarchitekt, der bereits im Alter von 38 Jahren an einer tödlich verlaufenden Meningitis starb. Eliot war einer der Pioniere der fundamentalen Prinzipien der Raumplanung und legte den konzeptionellen und politischen Grundstein für die Ausweisung von Schutzgebieten unterschiedlicher Art in der ganzen Welt. Außerdem spielte er eine tragende Rolle beim Entwurf des Bostoner Metropolitan Park System of Greater Boston, entwarf eine Reihe öffentlicher und privater Landschaften und veröffentlichte umfangreiche Schriften zu einer Vielzahl von Themenbereichen.

## Frühes Leben
Der Vater von Charles Eliot war Charles William Eliot und Präsident der Harvard University, der nach dem Tod seines Sohns im Jahr 1901 eine Biographie über diesen schrieb. Der Cousin des Vaters, Charles Eliot Norton, war ebenfalls in Harvard Hochschullehrer für Kunstgeschichte und ein sehr bekannter Literat. Charles Eliot schloss sein Studium in Harvard im Jahr 1882 ab und belegte im Anschluss daran spezielle Gartenbaukurse am Bussey Institute der Universität, um sich auf seinen Beruf als Landschaftsarchitekt vorzubereiten. Er ist Teil der aus Boston stammenden Familie Eliot, deren Angehörige bis heute bemüht sind, die Erde wo immer möglich vor Ausbeutung zu schützen.

## Karriere
Im Jahr 1883 wurde Eliot Assistent von Frederick Law Olmsted, in dessen Unternehmen er an Entwürfen für die Objekte Cushing Island (1883), Back Bay Fens (1883), Franklin Park (1884), Belle Isle Park (1884) sowie Arnold-Arboretum (1885) arbeitete. 1885 reise Eliot auf Anweisung von Olmsted nach Europa, um natürliche Landschaften zu studieren und sich die Entwürfe von Capability Brown, Humphry Repton, Joseph Paxton und Hermann von Pückler-Muskau anzusehen. Seine Reisetagebücher stellen heute eine der besten Quellen für das Aussehen europäischer Landschaften des späten 19. Jahrhunderts dar.
Nach seiner Rückkehr nach Boston im Jahr 1886 eröffnete Eliot sein eigenes Büro. Seine Aufträge umfassten den White Park in Concord (1888), den heutigen Mill Creek Park in Youngstown (1891) sowie die Stadtplanung für Salt Lake City (1890). Nach dem Tod von Henry Sargent Codman fragten Olmsteds Sohn Frederick Law Olmsted, Jr. und dessen Stiefbruder John Charles Olmsted bei Eliot an, ob er vollwertiger Partner in ihrem Unternehmen werden wolle. Dieser stimmte im März 1893 zu, so dass das Unternehmen in Olmsted, Olmsted and Eliot umbenannt wurde. Innerhalb weniger Monate übernahm Eliot mehr und mehr die Führung der Geschäfte, da die Gesundheit der älteren Olmsted-Brüder kontinuierlich sank.

## Lebenswerk
Die Arbeiten von Eliot sind bis heute in Boston und Umgebung sichtbar. Er veröffentlichte Konzepte für die Esplanaden entlang des Charles River, wie sie zuvor von Charles Davenport und anderen angekündigt worden waren. Als beratender Landschaftsarchitekt für die Metropolitan Park Commission beaufsichtigte er den Erwerb eines großen Teils der Uferbereiche in Boston, Watertown und Newton. Eliot war für die Landschaftsarbeiten an der Esplanade in Cambridge verantwortlich, ebenso realisierte er die Promenade in Boston durch Umsetzung der Entwürfe von Guy Lowell (1910) und Arthur Shurcliff (1936). Im Jahr 1883 entwarf er den Longfellow Park zwischen dem Wohnhaus von Henry Wadsworth Longfellow in Cambridge bis zum Charles River. Bis zu seinem Tod war er verantwortlicher Partner für die Arbeiten seines Unternehmens am Fresh Pond in Cambridge.
Zusätzlich zu seiner regulären Arbeit schrieb Eliot regelmäßig Fachartikel für das Magazin Garden and Forest. Am 5. März 1890 veröffentlichte er dort einen wegweisenden Artikel mit dem Titel „Waverly Oaks“, in dem er sich dafür aussprach, einen Bestand von Eichen in Belmont zu schützen. In diesem Zuge beschrieb er eine allgemeine Strategie für den Erhalt von Landschaften nach dem gleichen Muster, wie es die Boston Public Library für Bücher und das Museum of Fine Arts, Boston für Kunstwerke anwenden. Dieser Artikel führte dazu, dass das Massachusetts Institute of Technology im Jahr 1890 eine Konferenz zum Thema der Sicherung von Landschaften durchführte, deren Ergebnisse wiederum 1891 für den Gesetzgeber in Massachusetts die Basis für die Gründung der Trustees of Reservations bildeten. Dies war weltweit die erste Organisation, deren Ziel die Bewahrung und Verwaltung von „schönen und historischen Orten“ war. Diese Grundsätze übernahm im Vereinigten Königreich der National Trust und entwickelte sie weiter.
Nach dem Tod von Eliot wurde das Unternehmen, in dem er bis zum Ende Partner gewesen war, als Olmsted Brothers neu gegründet. Dieses Unternehmen war für weitere 50 Jahre eine der bekanntesten Firmen für Landschaftsarchitektur in den Vereinigten Staaten und entwarf im 20. Jahrhundert tausende von Parks, Gartenanlagen und Landschaften.
Es wird allgemein davon ausgegangen, dass die Werke von Eliot als Inspiration für die Errichtung des Acadia-Nationalparks auf Mount Desert Island im Bundesstaat Maine dienten.